# Malakal (quận)
Malakal là một quận của bang Thượng Nin, Nam Sudan. Trung tâm hành chính của quận là thành phố cùng tên.

## Hành chính
Malakal được chia thành 6 payam (đơn vị hành chính) là: Trung Malakal, Đông Malakal, Bắc Malakal, Nam Malakal, Lelo và Ogot.

## Nhân khẩu
Dân số của quận Malakal là 126.483 người vào năm 2008. Đến năm 2020, con số này là 183.476 người. Các dân tộc chính trong quận là Shilluk, Dinka, Nuer và Maba.